# Паяро
Паяро (Urocolius) — рід птахів родини чепігових (Coliidae).

## Поширення
Рід поширений в саванах та лісах Східної та Південної Африки.

## Опис
Птахи завдовжки 29-37 см, з них на хвіст припадає 19-28 см. Вага 32-78 г.

## Спосіб життя
Всеїдний. Живиться комахами, багатоніжками, бруньками, плодами, насінням тощо.

## Види
Рід містить 2 види:
- Паяро вохристоволий (Urocolius indicus)
- Паяро синьошиїй (Urocolius macrourus)